# Jeugdwet
De jeugdwet is een Nederlandse wet die sinds 2015 bijna alle zorg en ondersteuning regelt voor kinderen en jongeren onder de 18 jaar, met uitzondering van problematiek waarbij recht is op zorg vanuit de wet langdurige zorg, het jeugdstrafrecht of de zorgverzekeringswet. Met de invoering van de Jeugdwet verviel de Wet op de jeugdzorg.
Tot 2015 was deze zorg en ondersteuning geregeld in verschillende wetten, op verschillende overheidsniveaus, en werd deze uitgevoerd door verschillende (overheids)instanties. Sinds de grote decentralisatie in de zorg in 2015 waarbij de Participatiewet, de Jeugdwet en de WMO werden ingevoerd, is het college van burgemeester en wethouders voor verantwoordelijk voor de uitvoering van de wet.